# Alain Acart
Alain Acart (* 28. März 1951 in Wien, Österreich; † 2. Januar 2023 in Figueira da Foz, Portugal) war ein französischer Kanute.

## Karriere
Alain Acart startete bei den Olympischen Sommerspielen 1972 in München zusammen mit Gérald Delacroix in der Regatta über 1000 m mit dem C2. Zusammen mit Jean-Paul Cézard gewann er bei den Weltmeisterschaften 1974 über 10.000 m mit dem C2 die Bronzemedaille. Das Duo nahm auch an den Olympischen Sommerspielen 1976 in Montreal in der Regatta über 1000 m mit dem C2 teil, allerdings schieden sie im Hoffnungslauf aus. Besser lief es für die beiden Franzosen bei den Mittelmeerspielen 1979, wo sie Silber über 1000 m und Bronze über 500 m gewannen. Darüber hinaus holte Acart mit dem C1 über 1000 m ebenfalls Silber.
Nach seiner Karriere wurde Alain Acart Trainer. Er trainierte unter anderem von 2002 bis 2016 Cyrille Carré. Später wurde er Jugendtrainer der Associação Desportiva Naval Remo. Am 2. Januar 2023 erlitt er beim Training mit den Nachwuchssportlern im Hafen von Figueira da Foz einen Kreislaufstillstand und verstarb im Alter von 71 Jahren.